# نارون آلاتا
نارون آلاتا (انگلیسی: Ulmus alata)
، نارون بالدار یا واهو، یک درخت برگریز اندازه کوچک تا متوسط است که بومی جنگل های جنوب شرقی و جنوب مرکزی ایالات متحده است. این گونه نسبت به طیف وسیعی از خاک‌ها مقاوم است، اما کمترین تحمل سایه را در میان نارون‌های آمریکای  دارد. سرعت رشد این گونه بسیار آهسته است و قطر تنه آن کمتر از ۵ میلی متر در سال افزایش می یابد. این درخت گاهی اوقات به عنوان یک گونه مهاجم در نظر گرفته می‌شود.